# لوسی وودوارد
لوسی وودوارد خواننده و ترانه‌سرای انگلیسی-آمریکایی است. او برای
آتلانتیک رکوردز, Verve, و GroundUP ضبط کرده‌است و برای راد استوارت، باربارا استرایسند، Snarky Puppy, سلین دیون, پینگ مارتینی, گوین دگراو, جو کاکر, چاکا کان, نیکا کوستا و رندی جکسون خوانندگی داشته‌است.
او که اهل لندن، انگلستان است، دختر رهبر ارکستر بریتانیایی کری وودوارد و همسر آمریکایی‌اش جولی وودوارد (سردبیر فرهنگنامه موسیقی و موسیقی‌دانان نیو گروو) است. خانواده وودوارد زمانی که پدرش به عنوان مدیر موسیقی گروه کر مجلسی هلند منصوب شد، به آمستردام نقل مکان کردند. دو سال بعد والدینش از هم جدا شدند و او به همراه مادر و برادرش به شهر نیویورک رفتند تا با پدربزرگ و مادربزرگش زندگی کنند.